# Ясен Панов
Ясен Панов е български художник, илюстратор, фотограф, графичен дизайнер и интериорен дизайнер. По-голямата част от творчеството си създава чрез художествената техника на колажа.

## Биография и основно творчество
Ясен Панов е роден през 1962 г. в Санкт Петербург (Русия). През 1991 завършва Националната художествена академия в София със специалност „Художествено оформление на книгата и графичен дизайн“ при професорите Румен Скорчев, Владислав Паскалев и Тодор Варджиев. През учебната 1991/1992 година преподава като асистент на проф. Владислав Паскалев в същата специалност.
Още като студент в края на 80-те години започва работа към няколко издателства и към Държавната рекламна агенция за туризъм. Оттогава се занимава с оформление на вестници и списания, илюстрации, колажи, фотография, порцелан, стъкло, интериорен дизайн и реклама.
В периода 1990 – 2016 г. работи като художник за издателства като „Спектър“, „Иван Вазов“, „Прозорец“, „Дерета“ и прави художественото оформление за периодични издания като „Култура“, „Постфактум“, „Сол пипер“, „Бакхус“, „Меню“, „Лада“, ЕGO, Gentleman, Glamour. Работи също като артистичен директор за рекламни агенции като Interpartners и K+K Publicis.
Книгите, които го представят най-добре като художник илюстратор, са: първото двутомно издание на български език на епоса „Властелинът на пръстените“ на Джон Роналд Руел Толкин (издателство „Народна култура“, 1991); сръбското, черногорското и китайското издание с илюстрации на „Хазарски речник“ на Милорад Павич; книгите на двама от българските топ готвачи – Андре Токев и Емил Минев (издателство „Гурме“); книгата на музиколога „Инструменталните концерти на Георги Арнаудов: сюрреалистични препрочити на музикалната история“ (Институт за изследване на изкуствата – БАН, 2020); второто издание на стихосбирката на Яна Букова „Дворците на Диоклециан“ (2020).
Творби на Ясен Панов са представяни в самостоятелни и групови изложби в галерии както в България, така и в различни страни из Европа.

За художествените влияния, които го формират като творец, Ясен Панов споделя в свое интервю:
Хората, оказали влияние върху мен като творец, са много и надали мога да ги изброя всички. Но има някои, които наистина са ме формирали. Ще започна с професорите си от Академията – Скорчев, Паскалев, Варджиев. Винаги съм харесвал сецесиона и творците, работещи в този стил – Муха, Климт, Гауди, Макинтош. Но наистина сериозно влияние са ми оказали художниците от кръга ДАДА и след това сюрреалистите. Макс Ернст, на първо място. Много са ми повлияли и фотографиите на Дейвид Хокни. Както и писатели като Габриел Гарсия Маркес, Карлос Кастанеда, Даниил Хармс и Милорад Павич.

## Илюстрации на „Властелинът на пръстените“
През 1990 г. още като студент Ясен Панов е поканен от издателство „Народна култура“ да илюстрира първото издание на български език в два тома на фантастичния епос „Властелинът на пръстените“ на Джон Роналд Руел Толкин. Издателството предоставя на Панов извънредно кратък срок от около една седмица, в който да прочете книгите и да направи кориците и илюстрациите към тях. Вдъхновен от оригиналните Толкинови чернобели илюстрации в сецесионен стил, Панов работи денонощно върху проекта, като създава своите илюстрации върху кредов картон. Впоследствие кориците и илюстрациите към това двутомно първо българско издание на книгата са представени от Панов като дипломен проект за завършване на Националната художествена академия.
- Илюстрации на Ясен Панов из първото издание на български език на „Властелинът на пръстените“ от Дж. Р. Р. Толкин
- Корица на първия том
- Илюстрация из първия том
- Илюстрация из първия том
- Илюстрация из втория том
- Илюстрация из втория том
- Корица на втория том

## Илюстрации на „Хазарски речник“
През 1992 г. Ясен Панов започва работата по един от най-мащабните си и дългосрочни проекти – в продължение на 20 години (до 2012) създава 224 графични илюстрации по книгата на сръбския писател Милорад Павич „Хазарски речник“. Цялостният проект е оформен като библиофилско художествено издание уникат, съставено от отделни листове (индивидуални графични творби), поместени в метална касета с корици от ръчно правено стъкло.
Изданието е представено за първи път на Панаира на книгата в Болоня и впоследствие като изложба в София през 2012 г. По покана на Ирена Панова – съпругата на Ясен Панов, на изложбата гостува вдовицата на Милорад Павич – сръбската писателката и литературна критичка Ясмина Михайлович, която остава дълбоко впечатлена и трогната от илюстрациите на Ясен Панов.
Въодушевена от изложбата, Ясмина Михайлович инициира ново сръбско издание на „Хазарски Речник“ с илюстрациите на Панов. През 2017 издателство Dereta публикува книгата с илюстрациите на Панов на английски език. Впоследствие книгата с илюстрациите на Панов е публикувана също в Черна гора и в Китай.
През 2019 г. Националната библиотека на Сърбия в Белград организира голяма изложба, посветена на Павич, представяща и творбите на Панов, замислени като илюстрации към „Хазарски речник“. В изложбата е показано и първоначалното библиофилското художествено издание уникат.
- Снимки от изложбата, посветена на Милорад Павич и представяща илюстрациите на Ясен Панов към „Хазарски речник“ (Националната библиотека в Белград, 2019)

## Дигитални колажи от периода 2009 – 2019 г.
Годините след 2009 са особено продуктивни за Ясен Панов. В този период той твори главно чрез техниката на дигиталния колаж, продължавайки да разработва своя специфичен изразен език, основаващ се на преобразуването на визуални цитати от различни исторически живописни и графични образци в елементи, чрез които изгражда хомогенни като визуална среда и образен наратив произведения.
Творбите му от този период са показвани в редица самостоятелни изложби – в рамките на Националните есенни изложби в Пловдив (2016), в Галерия 2.0 (2016), в галерия „Сан Стефано“ (юни 2017 и юли 2017) и други.

В разговор с Дарина Бойкина по повод на самостоятелната си изложба в Балабановата къща в рамките на Националните есенни изложби в Пловдив през 2016 Ясен Панов споделя детайли за творческия процес при създаването на колажите:
От години, пътувайки по света, събирам антикварни книги със стари гравюри и вече имам много сериозна библиотека. В тези книги намирам неща, които ми дават идеи. Например някоя гравюра ме провокира да мисля определена своя работа. Особеното при мен е, че в началото никога нямам ясна представа как една работа ще изглежда завършена; имам само приблизителна идея. След като си набележа какво ще правя, тръгвам и започвам да снимам по най-различни места, а изображенията после ползвам като фонове. Дори много често вече ми се случва да снимам, без да имам ясна представа какво ще се получи. След това малко по малко започвам да изграждам самите колажи, наслагвайки или махайки нещо… Процесът понякога е много къс, но понякога трае години. Имам много работи, които съм започнал, стигам донякъде и ги оставям. След месеци мога да ги отворя и да продължа или да ползвам нещо от тях за нова работа. Много често правя малък колаж от хартия, сканирам го и това вече дигитализирано изображение обработвам с компютъра в мащаб, който аз искам. Така нещата се получават съвсем различни като въздействие. На базата на един такъв колаж се получава съвсем ново произведение. Много често нещо, което вече имам готово, става част от по-мащабна работа. Непрекъснато си играя по този начин, създавайки колажи от стари колажи.
За колажите на Ясен Панов, показани в изложбата в Балабановата къща, Дарина Бойкина отбелязва:
Резултатът от огледално развиващите се композиции, изградени чрез наслагването на различни образи, и съвсем умерена живописна намеса, са мащабни колажи, работени дигитално. Авторът използва много „исторични“ образи, гравюри, взети от старопечатните книги, които развива и превръща в съвременни произведения на изкуството.
През 2014 година, вдъхновен от дигиталните колажи на Ясен Панов, композиторът Георги Арнаудов пише първата част на своя троен инструментален концерт (за пиано, чембало, хамерклавир и оркестър), озаглавен Barocus ex machina. По повод колажите на Ясен Панов композиторът споделя:
Тези визуални инсталации ме впечатлиха с поразителната си барокова многоплановост на човешките фигури, потънали в митологичната си магическа иносказателност, и на съпътстващите ги и обграждащи ги механизми. Мистичност, потопена в море от машини, устройства, апарати, автоматизирани приспособления, уреди, инструменти, зъбчати колела – тези атрибути на паралелната индустриална реалност, която от няколко столетия регулира изцяло нашето съзнание и модели на мислене. Те впрочем бяха и в основата на натрупване на един първичен музикален материал.
- Дигитални колажи на Ясен Панов от периода 2009 – 2019 г.
- Ангели летят в траур бял (2009)
- Отвличането на Европа I (2009)
- Отвличането на Европа II (2009)
- Пълна карта на Слънчевата система и Земята (2010)
- Мореплаватели (2010)
- Два гълъба на покрива на съседна сграда (2010)
- След битката победителите играят голф (2010)
- Два кентавъра, които стават едно цяло (2014)
- Мълчалив разговор на клона (2014)
- Един оцелот се обяснява в любов, заобиколен от пеперуди (2014)
- Благовещение (2016)
- Атех с лице от сол III (2016)

## Илюстрации на „Инструменталните концерти на Георги Арнаудов: сюрреалистични препрочити на музикалната история“
В периода от февруари до юни 2020 г. Ясен Панов работи ежедневно с интензивни темпове по най-мащабния си и получил най-широк критически и обществен отзвук проект – илюстрациите и цялостното художествено оформление на музикологично изследване на Илия Граматиков „Инструменталните концерти на Георги Арнаудов: сюрреалистични препрочити на музикалната история“ (Институт за изследване на изкуствата – БАН, 2020). Резултатът е амбициозен полиграфски проект, чиято реализация не само демонстрира смело прекрачване на границите между различните изкуства, но и успешно прокарва преки смислови връзки между капсулираните в съвременността сфери на творчеството и науката. За нестандартния дизайн и художественото оформление на книгата Ясен Панов изготвя над 250 специално създадени илюстрации. Тя се превръща в интердисциплинарно издание с двойствен статут.
В различни свои радио- и телевизионни интервюта по повод предстоящото представяне на книгата авторът и художникът многократно акцентират, че в контекста на съвременното книгоиздаване, чиято политика се предопределя главно от комерсиални интереси, издаването на научен текст като художествен продукт – богато илюстрирана луксозна книга – изглежда като крайна екстравагантност, граничеща със самоцел. Но според тях книгата съвсем не е плод на подобна интенция, а е резултат от смелото противопоставяне на стагниращата творческото въображение и крайно демотивираща социокултурна ситуация в наши дни.
Официалното благотворително представяне на книгата се състои на 25 септември 2020 г. в рамките на 51-вия Международен фестивал „Софийски музикални седмици“.
Изданието предизвиква безпрецедентен публичен и медиен интерес, за което свидетелстват многобройните участия на автора и художника в телевизионни предавания и радиопрограми, рецензиите от изтъкнати специалисти от различни хуманитарни области, публикувани в електронни и печатни медии, както и престижните номинации и награди, които книгата донася на своите създатели.

По повод на илюстрациите на Ясен Панов в своята рецензия за книгата проф. д.изк. Кристина Япова подчертава:
...едва ли има друго такова издание – красиво и впечатляващо, събиращо толкова много artes в себе си – за когото и да било от композиторите класицис.
На свой ред в своята рецензия за книгата д-р Митко Новков пише: 
Честно казано, илюстрации е дребна дума за онова, което е сътворил Ясен Панов за книжното тяло. Може би по-добре е да се каже рисунки, а като че ли най-добре – графики и картини. Изпълнени с техниката на колажа и компютърната графика, те са изцяло синхронни на бароковите мелодии на текста. Разположени почти по цялата му дължина, те придават на книгата един съвсем различен вид, пищен и разкошен. Уж в маргиналиите на листа, отстрани, но има моменти, в които са така филигранно изработени, че преди да продължиш да четеш, разглеждаш. Разглеждаш, за да се възхитиш на фантазията, на умението, на вдъхновението, но и на иронията.
- Страници с илюстрации на Ясен Панов из книгата на Илия Граматиков „Инструменталните концерти на Георги Арнаудов: сюрреалистични препрочити на музикалната история“ (2020)

## Изложбата „В-ОБРАЗ-ЯВЕНИ МУЗИКАЛНИ ИСТОРИИ“
През 2021 всичките над 250 илюстрации на Ясен Панов, създадени за книгата на Илия Граматиков (в това число разделителни страници, заглавни букви и цифри, винетки и други украсни елементи, портрети на знаменити композитори и изтъкнати исторически фигури), са преразпределени тематично и отпечатани като 135 тиражирани графични творби, за да бъдат показани в двумесечната самостоятелна изложба на Ясен Панов в Националната галерия – Квадрат 500. Експозицията – кураторски проект на Илия Граматиков – е озаглавена „В-ОБРАЗ-ЯВЕНИ МУЗИКАЛНИ ИСТОРИИ“ и е изложена в периода 8 юни – 8 август 2021.

В анотацията си към изложбата Илия Граматиков отбелязва:
Макар и замислени като възчудат образен акомпанимент на музикологичен като жанр и музикален като структура и словесна изразност текст, колажите на Панов надхвърлят обичайната декоративна функция на илюстрацията, защото са положени в ситуация на конструктивен творчески диалог с текста. Те ту тълкуват изложените в него идеи чрез изобразителни средства, ту добавят нови смислови пластове чрез кодирани в графичните елементи интертекстуални връзки, ту явяват в образ духа на анализираната в изследването музика на Арнаудов… Настоящата експозиция разгръща потенциала на проекта посредством възможността илюстрациите да бъдат възприемани и като напълно самостоятелни художествени произведения, формиращи нови смислови връзки помежду си при разполагането им в различен пространствен контекст – този на изложбената зала.
По повод прерасналия и в изложба проект с книгата на Граматиков, в рамките на официалния вернисаж на експозицията на 8 юни 2021 Ясен Панов е удостоен с наградата „Съживеното наследство“ за 2020 година, връчвана за изключителни творчески постижения от Института за изследване на изкуствата към Българската академия на науките.

## Друго творчество
През последните години освен илюстрации и колажи, Ясен Панов изработва множество дизайнерски декоративни и интериорни художествени обекти – плетки от тел, колажи върху порцелан, порцеланови фигури, осветителни тела, арт стъкло, килими, възглавници, мека мебел, карти таро, празнични картички и други. Художествените му обекти също са показвани в рамките на някои от самостоятелните изложби на художника.
- Дизайнерски декоративни и интериорни художествени обекти на Ясен Панов

## Награди
- Специална награда за дизайн в конкурса на галерия Glass Design – 2009 г.[4]
- Награда за интериорен дизайн в конкурса на списание „Идеален дом“ – 2011 г.[4]
- Наградата „Съживеното наследство“ за 2020 г. на Института за изследване на изкуствата към Българска академия на науките – 2021 г.[15]